# Phán quan
Phán quan (tiếng Trung: 判官) hay minh phán (tiếng Trung: 冥判) là một chức quan của âm phủ được nhắc đến trong Đạo giáo, Phật giáo, tín ngưỡng dân gian Trung Quốc. Nhiệm vụ chính là quản lý tuổi thọ của loài người, báo ứng thiện ác, trừng phạt ác quỷ.